# Джени Пийпър
Джени Пийпър (на английски: Jeannie Pepper) е артистичен псевдоним на американската порнографска актриса Joan Desiree Ruedelstein, родена на 9 юли 1958 г. в град Чикаго, Илинойс. Дебютира като актриса в порнографската индустрия през 1983 г., когато е на 25-годишна възраст. Пийпър е първата афроамериканка която получава отличието AVN зала на славата, през 1997 година.
Поставена е на 48-о място в класацията на списание „Комплекс“ – „Топ 50 на най-горещите чернокожи порнозвезди за всички времена“, публикувана през септември 2011 г.